# Österreichische English-Billiards-Meisterschaft
Die österreichische English-Billiards-Meisterschaft ist ein English-Billiards-Turnier zur Ermittlung des österreichischen Meisters dieser Billarddisziplin.

## Geschichte
Die nationale English-Billiards-Meisterschaft in Österreich wird seit 1996 jährlich vom Österreichischen Snooker- und Billiardsverband (ÖSBV) ausgetragen. Lediglich 2020 (aufgrund der COVID-19-Pandemie) und 2021 (wegen zu weniger Nennungen) fand das Turnier nicht statt.
Rekordsieger ist mit elf Siegen Werner Rieschl, gefolgt von Michael Kreuziger, der zwischen 1998 und 2010 zehn Titel gewann. Dominiert wird das Turnier von Spielern aus der Hauptstadt Wien. Dem Niederösterreicher Felix Knoll und Martin Schmidt, der 2013 für Oberösterreich antrat, gelangen die einzigen Siege für andere Bundesländer.

## Sieger
| Jahr | Format | Sieger                                | Ergebnis                              | Vizemeister                           |
| ---- | ------ | ------------------------------------- | ------------------------------------- | ------------------------------------- |
| 1996 | Punkte | Robert Burda                          | 4:3                                   | Robert Bütof                          |
| 1997 | Punkte | Robert Burda                          | unbekannt                             | Roland Hoffman                        |
| 1998 | Punkte | Michael Kreuziger                     | unbekannt                             | Christian Hochmayer                   |
| 1999 | Punkte | Michael Kreuziger                     | 3:2                                   | Christian Hochmayer                   |
| 2000 | Punkte | Michael Kreuziger                     | unbekannt                             | unbekannt                             |
| 2001 | Punkte | Michael Kreuziger                     | Gruppenphase                          | Franz Meszaros                        |
| 2002 | Punkte | Michael Kreuziger                     | unbekannt                             | unbekannt                             |
| 2003 | Punkte | Michael Kreuziger                     | 5:1                                   | Harald Pöschl                         |
| 2004 | Zeit   | Michael Kreuziger                     | unbekannt                             | unbekannt                             |
| 2005 | Zeit   | Michael Kreuziger                     | unbekannt                             | unbekannt                             |
| 2006 | Zeit   | Werner Rieschl                        | unbekannt                             | unbekannt                             |
| 2007 | Zeit   | Werner Rieschl                        | Round Robin – 2 Runden                | Carl Walter Steiner                   |
| 2008 | Zeit   | Werner Rieschl                        | 295:265                               | Michael Kreuziger                     |
| 2008 | Punkte | Werner Rieschl                        | 4:3                                   | Michael Kreuziger                     |
| 2009 | Zeit   | Michael Kreuziger                     | 276:252                               | Stefan Knoll                          |
| 2009 | Punkte | Felix Knoll                           | 4:2                                   | Michael Kreuziger                     |
| 2010 | Zeit   | Werner Rieschl                        | 286:276                               | Stefan Knoll                          |
| 2010 | Punkte | Michael Kreuziger                     | 4:3                                   | Werner Rieschl                        |
| 2011 | Zeit   | Patrick Stegmeier                     | 321:320                               | Carl Walter Steiner                   |
| 2011 | Punkte | Werner Rieschl                        | 4:0                                   | Patrick Stegmeier                     |
| 2012 | Zeit   | Werner Rieschl                        | 471:332                               | Carl Walter Steiner                   |
| 2012 | Punkte | Werner Rieschl                        | 4:0                                   | Felix Knoll                           |
| 2013 | Zeit   | Werner Rieschl                        | 441:426                               | Felix Knoll                           |
| 2013 | Punkte | Martin Schmidt                        | 4:1                                   | Werner Rieschl                        |
| 2014 | Zeit   | Martin Schmidt                        | 425:386                               | Werner Rieschl                        |
| 2015 | Zeit   | Werner Rieschl                        | 488:314                               | Markus Bauer                          |
| 2016 | Zeit   | Martin Schmidt                        | 429:391                               | Werner Rieschl                        |
| 2017 | Zeit   | Werner Rieschl                        | 375:336                               | Markus Bauer                          |
| 2018 | Zeit   | Martin Schmidt                        | 463:265                               | Emanuel Stegmeier                     |
| 2019 | Zeit   | Martin Schmidt                        | 546:375                               | Werner Rieschl                        |
| 2020 | Zeit   | nicht ausgetragen (COVID-19-Pandemie) | nicht ausgetragen (COVID-19-Pandemie) | nicht ausgetragen (COVID-19-Pandemie) |
| 2021 | Zeit   | nicht ausgetragen (COVID-19-Pandemie) | nicht ausgetragen (COVID-19-Pandemie) | nicht ausgetragen (COVID-19-Pandemie) |
| 2022 | Zeit   | Martin Schmidt                        | 368:243                               | Patrick Stegmeier                     |

## Rangliste
| Platz | Spieler           | Gold | Silber | Finalteilnahmen |
| ----- | ----------------- | ---- | ------ | --------------- |
| 1     | Werner Rieschl    | 11   | 5      | 16              |
| 2     | Michael Kreuziger | 10   | 3      | 13              |
| 3     | Martin Schmidt    | 6    | 0      | 6               |
| 4     | Robert Burda      | 2    | 0      | 2               |
| 5     | Felix Knoll       | 1    | 2      | 3               |
| 5     | Patrick Stegmeier | 1    | 2      | 3               |